# Mriyan
Mriyan is een bestuurslaag in het regentschap Boyolali van de provincie Midden-Java, Indonesië. Mriyan telt 2026 inwoners (volkstelling 2010).